# Séquia de Vera
La séquia de Vera és un canal de reg de l'Horta de València, entre els nuclis de Benimaclet, Alboraia i la Malva-rosa. Forma part de la comunitat de regants de la séquia de Rascanya, una de les huit séquies històriques de l'Horta.
La séquia de Vera esdevé el darrer tram abans del seu desguàs a la mar de la línia de drenatge constituïda pel barranc o séquia de la Font de Carpesa, després anomenada del Palmar fins a l'altura del nucli d'Alboraia. És tracta doncs d'un canal que vehicula les aigües des del sector entre Carpesa i Borbotó aigües avall, passant per les partides d'horta de l'Anell (Tavernes Blanques), Rascanya, Masquefa (ja en terme d'Alboraia) i la partida de Vera.
Al llarg de la séquia es succeeixen diverses alqueries, moltes encara habitades i amb activitat agrícola associada. Destaca el Molí de Vera (del segle xvi) i l'ermita de Vera (del segle xviii) al voltant de la qual es forma un petit nucli de cases.
A nivell patrimonial també destaca l'anomenat Pont del Moro, un pont de de pedra construït amb sellars obrats i fet amb un únic arc de mig punt sobre la séquia, i datat entre els segles XVI o XVII. Originalment possibilitava travessar la séquia a l'altura del camí de Calvet (entre Alboraia i Benimaclet) però des dels anys 1990, amb les obres de canalització de la séquia, el pont va ser traslladat al passeig d'Aragó d'Alboraia.
La séquia acaba desembocant a la Mediterrània en la gola de Vera, entre les platges de la Patacona i la Malva-rosa. En aquest punt es localitza l'estació de depuració d'aigües i bombeig de l'emissari submarí de Vera.